# リリとカエルと(弟)
『リリとカエルと(弟)』（リリとカエルとおとうと）は、第4回アニマックス大賞の大賞受賞作品で、2006年8月にアニマックス8周年記念番組内で放送された。

## スタッフ
- 監督 - 門由利子
- 原案・脚本 - 吉成郁子
- 脚色 - 羽原大介
- 作画監督 - 大西陽一
- キャラクターデザイン - 小松こずえ
- 制作 - 東映アニメーション / アニマックスブロードキャスト・ジャパン

## キャスト
- リリ：西村ちなみ
- 近藤：谷山紀章
- カエル王：龍田直樹
- 大ダコ：園部啓一
- ボスモグラ：小野坂昌也
- カメレオン：関智一
- ママ：金月真美
- パパ：私市淳
- 係のお姉さん：鹿野優以
- ママダコ：藤田美歌子
- 子ダコ：酒田奈々・三澤玲香（りぼんガール）